# Laguna Paiva
Laguna Paiva – miasto w Argentynie w prowincji Santa Fe.
W 2010 roku miasto liczyło 12,3 tys. mieszkańców.